# Староверовка (Шевченковский район)
Старове́ровка (укр. Старовірівка, до 1850 — Мака́ровская слобода, в 1920-е — Рако́вка) — село в Шевченковской поселковой общине(до 27 июля 2020 Шевченковский район) Купянского района Харьковской области Украины.
Население по переписи 2001 года составляло 1316 (602/714 м/ж) человек.
Являлось до 2020 административным центром Староверовского сельского совета, в который не входили другие населённые пункты.

## Географическое положение
Село Староверовка находится на берегу реки Осинка, недалеко от её истоков;
ниже по течению примыкает село Грушевка.
Село вытянуто вдоль реки на 6 км. 
Вдоль села проходит железная дорога, станции Тишковский, Соляниковка и Староверовка.

## История
- Основана в середине XVII века как слобода Макаровская.
- В 1850 году переименовано в село Староверовка.
- В 20-х годах XX века село было переименовано в Раковку (на честь украинского коммунистического деятеля Христиана Раковского). Спустя несколько лет селу возвратили старое название — Староверовка.

## Экономика
- Птице-товарная ферма.
- Птицекомплекс «Староверовский ТД», ООО.
- Карьер по добыче формовачного песка.
- Староверовский карьер, ЗАО.
- ООО «Производственно-коммерческая фирма „Старк“».

## Объекты социальной сферы
- Детский сад.
- Школа.
- Дом культуры.
- Фельдшерско-акушерский пункт.

## Достопримечательности
- Братская могила 105 советских воинов.

## Религия
- Церковь Казанской иконы Божией Матери.